# Tom & Jerry - Il film
Tom & Jerry - Il film (Tom and Jerry: The Movie) è un film del 1992 prodotto e diretto da Phil Roman. È un film d'animazione basato sulla serie di cortometraggi animati Tom & Jerry, creata da William Hanna e Joseph Barbera, e nell'edizione originale presenta le voci di Richard Kind, Dana Hill (nel suo ultimo ruolo cinematografico), Anndi McAfee e Charlotte Rae. È il primo lungometraggio con protagonisti Tom e Jerry, oltre al loro ritorno sul grande schermo dopo 25 anni. Barbera, co-creatore del duo, partecipò al film come consulente creativo. Il film racconta la storia di una bambina di nome Robyn Starling, che chiede l'aiuto di Tom e Jerry per fuggire dalla sua malvagia tutrice e riunirsi con il padre disperso sulle montagne del Tibet.
Dopo essere stato distribuito in anteprima mondiale in Germania il 1º ottobre 1992, Tom & Jerry - Il film fu distribuito negli Stati Uniti il 30 luglio 1993 dalla Miramax. Il film fu un insuccesso finanziario incassando in patria meno di 3,6 milioni di dollari, e venne stroncato dalla critica che ne bocciò soprattutto la sceneggiatura, la regia e l'infedeltà al materiale originale, in particolare la scelta di far parlare e cantare i due protagonisti (generalmente muti nelle loro apparizioni precedenti).

## Trama
Tom e i suoi padroni stanno traslocando. Al momento di partire, Tom si distrae inseguendo Jerry e viene lasciato indietro dai padroni. Il giorno dopo la vecchia casa viene demolita e loro vagano per tutta la città fino a raggiungere un piccolo vicolo dove incontrano Carlone, un cane abbandonato e il suo amico Frankie la Pulce. Presentandosi, Tom e Jerry scoprono che entrambi sanno parlare e diventano amici per poter sopravvivere in strada. Quando però arriva il momento della cena, Carlone e Frankie vengono rapiti da due accalappiacani.
Dopo aver rinchiuso Jerry in un vaso, Tom si appresta a mangiare, ma improvvisamente viene sorpreso da un gruppo di gatti randagi cantanti in stile punk, che non tollerano la presenza degli animali domestici nel loro territorio. Dopo un breve inseguimento, Jerry riesce a liberarsi e va a salvare Tom aprendo un tombino e facendovi precipitare i gatti inseguitori. Tom ringrazia Jerry di averlo salvato e insieme ripartono alla ricerca di un rifugio. Più tardi incontrano Robyn Starling, una ragazzina orfana di madre, il cui padre è partito per una missione in Tibet ed è rimasto disperso dopo il crollo di una valanga. Robyn è stata affidata all'avida "zia" Pristina Bova, una donna crudele e spendacciona che tiene per sé e per il suo avvocato Leccapiedi i soldi dell'affido familiare e tratta Robyn come un oggetto, dando la stanza della bambina al suo cane obeso Ferdinando e facendola dormire in soffitta. Tom e Jerry pensano comunque che la tutrice della bambina non sia così cattiva come si crede. Con l'arrivo di un poliziotto, Robyn viene riportata a casa insieme ai due amici.
Seppur con riluttanza, Pristina permette a Tom e Jerry di restare. Subito dopo però Ferdinando crea un disastro in cucina e Pristina incolpa i nuovi arrivati. La donna decide quindi di affidare i due animali al dottor Guanciamela, rassicurando Robyn sulla gentilezza dell'uomo e sul suo amore per gli animali. Poco dopo arriva un telegramma che informa Pristina che il padre di Robyn è sopravvissuto. Inorridita, la donna chiude a chiave nella sua stanza l'ignara Robyn e fa in modo che Guanciamela (in realtà un trafficante illegale di animali) faccia sparire subito Tom e Jerry, nel frattempo venuti a conoscenza del telegramma. Ingabbiati nella cantina di Guanciamela, i due incontrano Carlone e Frankie, che suggeriscono di usare il pannello di controllo per aprire le gabbie. Così, con l'aiuto di Jerry, tutti gli animali (tra cui anche Droopy) corrono verso la libertà. Ritornati a casa, Tom e Jerry avvisano Robyn, che subito parte alla ricerca del padre. Mentre scappano, Tom cade rumorosamente dalla finestra svegliando Pristina la quale si accorge della loro fuga e chiama Leccapiedi. L'indomani, non essendo riuscita a trovare i fuggitivi, Pristina, su consiglio di Leccapiedi, decide di offrire una ricompensa di un milione di dollari (che in realtà non possiede) a chiunque ritrovi Robyn. Nel frattempo, il padre di Robyn si appresta a ritornare verso casa dopo esser stato avvisato degli eventi in corso.
Mentre fuggono con una zattera, i tre vengono divisi dallo scontro con una nave. Robyn viene trovata e ospitata da Capitan Fracasso, un attore fallito che gestisce un luna park assieme al suo "primo ufficiale" Squawk (una marionetta parlante con le sembianze di un pappagallo). Sebbene inizialmente l’uomo si dimostri buono e gentile con lei, durante la colazione nota l'annuncio di Pristina su una confezione di latte e chiama segretamente la donna, bramoso di ottenere la lauta ricompensa promessa. Per far ciò, Capitan Fracasso intrappola la ragazzina sulla ruota panoramica, ma quando Pristina giunge insieme a Leccapiedi e i due scagnozzi di Guanciamela (che hanno scaricato il dottore per strada), Tom e Jerry l'hanno già liberata e utilizzano un piccolo battello a vapore per fuggire. Inizia così un inseguimento dove Guanciamela, che nel frattempo aveva rubato un carretto dei gelati e ha partecipato all'inseguimento, cade da un ponte facendo affondare il gommone di Capitan Fracasso,  anch'egli all'inseguimento di Robyn, Tom e Jerry. Nel frattempo, Pristina e Leccapiedi si dirigono al "Nido di Robyn", una casetta in cui la ragazzina passava le vacanze con il padre, supponendo che anche lei si sarebbe diretta là. Quello stesso pomeriggio, Robyn e i suoi compagni arrivano a destinazione, ma vengono sorpresi da Pristina e Leccapiedi, già sul posto. Durante lo scontro che ne segue, una lampada ad olio viene rovesciata sul pavimento, provocando un incendio. Tom, Jerry e Robyn si rifugiano sul tetto. Pristina e Leccapiedi riescono ad uscire ma inciampano sullo skateboard di Ferdinando, e finiscono dritti sul battello, che si aziona e li fa allontanare. In quel momento il padre di Robyn arriva in elicottero e salva la figlia dalle fiamme.
Tom e Jerry per fortuna riescono a sopravvivere e riuniti assieme a Robyn e suo padre, vanno a vivere con loro in una lussuosa villa dove ritornano alle vecchie abitudini.

## Personaggi
- Tom: è un gatto grigio e primo protagonista del film.
- Jerry: è un topo marrone e secondo protagonista del film.
- Robyn Starling: è una ragazzina che Tom e Jerry incontrano per strada girovagando. È orfana di madre e non conosce il destino del padre, il quale si presume sia stato ucciso da una valanga durante una spedizione in Tibet.
- Carlone (Puggsy): è un cocker di città, alleato di Tom e Jerry.
- Frankie: è una pulce, compagno di Carlone.
- Signor Starling: è il padre vedovo e missionario di Robyn.
- Pristina Bova (Pristine Figg): antagonista principale del film, è la tutrice legale e “zia” di Robin. È una donna obesa e decisamente egoista e avida. Tratta malissimo Robyn, la usa come un oggetto e arriva a farle credere che suo padre è morto dato che il suo scopo principale è quello di impossessarsi del patrimonio di quest'ultimo.
- Leccapiedi (Lickboot): antagonista secondario del film, è l’avidissimo compagno e aiutante di Pristina Bova. Anch'egli, come lei, è interessato solo ai soldi. Sfrutta il suo mestiere di avvocato e le sue conoscenze in ambito giuridico per i suoi loschi scopi.
- Ferdinando (Ferdinand): è il cane viziato e ingordo di Pristina e Leccapiedi. È talmente obeso che per spostarsi è costretto a usare uno skateboard.
- Dr. G. Facciadolce Guanciamela (Dr. J. Sweetface Applecheek): antagonista terziario del film, è un veterinario che inizialmente sembra un vero amante degli animali, ma poi si rivela essere un infido e spietato trafficante di animali che rivende al mercato nero. Cattura Tom e Jerry i quali tuttavia riescono a fuggire liberando anche gli altri animali che teneva prigionieri mandando così a monte i suoi affari.
- I due accalappiarandagi: sono i tirapiedi di Guanciamela.
- Capitan Fracasso (Captain Kiddie): quarto e ultimo antagonista del film, è un attore fallito che, ritiratosi per i suoi insuccessi, gestisce un misero e sgangherato luna park e veste un abbigliamento da capitano di nave. Inizialmente aiuta Robyn e nonostante i suoi modi di fare decisamente eccentrici ma a suo modo bonari, tenta poi di catturarla dopo aver letto l’annuncio della ricompensa che Pristina ha offerto in cambio.
- Squawk: è il primo ufficiale di Fracasso, una marionetta vivente.
- Gatti randagi: antagonisti iniziali del film, sono una banda di 5 gatti randagi teppisti dal look Punk che aggrediscono Tom perché è entrato nel loro territorio.

## Colonna sonora

### Album
Testi di Leslie Bricusse, musiche di Henry Mancini; edizioni musicali MCA Records.
1. Stephanie Mills – All in How Much We Give – 3:31 (Jody Davidson)
2. Richard Kind, Dana Hill, Ed Gilbert, David Lander – Friends to the End – 3:58
3. Raymond McLeod, Mitchel D. Moore, Scott Wojahn – What Do We Care (The Alley Cats' Song) – 2:54
4. Henry Gibson – God's Little Creatures – 2:50
5. Charlotte Rae, Tony Jay – (Money is Such) A Beautiful Word – 2:51
6. Anndi McAfee – I Miss You (Robyn's Song) – 2:17
7. Rip Taylor, Howard Morris – I've Done It All – 2:23
8. Tom and Jerry Theme (Main Title) – 4:10
9. Homeless – 3:13
10. We Meet Robyn – 3:23
11. Food Fight Polka – 2:07
12. Meet Dr. Applecheek – 4:09
13. Chase – 5:21
14. Escape From the Fire – 3:32
15. Finale – Friends to the End – 1:47
16. Tom and Jerry Theme (Pop Version) – 3:22

Durata totale: 51:48

## Distribuzione

### Data di uscita
Le date di uscita internazionali sono state:
- 1º ottobre 1992 in Germania (Tom und Jerry: Der Film)
- 13 novembre in Cecoslovacchia
- 2 dicembre in Francia (Tom et Jerry: Le film)
- 18 dicembre in Ungheria (Tom és Jerry - A moziban)
- 19 gennaio 1993 in Norvegia
- 5 febbraio in Svezia (Tom & Jerry gör stan osäker)
- 18 febbraio nei Paesi Bassi
- 19 febbraio in Finlandia (Tom ja Jerry panevat kaupungin sekaisin)
- 30 luglio negli Stati Uniti e in Canada
- 6 agosto in Regno Unito e Irlanda
- 16 settembre in Australia
- 15 ottobre in Italia
- 7 gennaio 1994 in Brasile (Tom & Jerry: O Filme)
- 21 gennaio in Turchia (Tom ve Jerry: Büyük Kaçış)
- 1º luglio in Portogallo (Tom & Jerry: O Filme) e Uruguay
- 14 luglio in Argentina (Tom y Jerry: La película)
- 26 agosto in Spagna (Tom y Jerry: La película)
- 1º ottobre in Danimarca (Tom & Jerry som redningsmænd)
- 10 maggio 1995 in Madagascar
- 19 agosto in Giappone (トムとジェリーの大冒険)
- 4 febbraio 1996 in Russia (Том и Джерри: Фильм)
- 5 aprile 1997 in Groenlandia
- 13 luglio a Singapore
- 12 agosto in Togo
- 22 giugno 1999 in Gibuti

### Edizione italiana
Il doppiaggio italiano venne eseguito dalla Kleep Film e diretto da Francesco Vairano, anche autore dei dialoghi e doppiatore di Tom. Come nell'edizione originale, i doppiatori di Tom e Jerry hanno dato voce ai due personaggi solo in questa occasione.

### Edizioni home video
Il film fu distribuito in VHS e Laserdisc in America del Nord il 26 ottobre 1993 dalla Family Home Entertainment, mentre in Italia fu distribuito in VHS nel 1997 dalla Cecchi Gori Home Video. L'edizione DVD-Video, distribuita dalla Warner Home Video, uscì in America del Nord il 26 marzo 2002; il film è presentato in 4:3 e sono inclusi come extra un tutorial su come disegnare Tom e Jerry, i corti Un topo invisibile e Scuola di nuoto e il gioco interattivo The Great Race. Nell'edizione italiana, uscita il 10 settembre, è incluso il trailer originale al posto del gioco.

## Accoglienza

### Incassi
Il film venne distribuito in America del Nord il 30 luglio 1993, lo stesso week-end di Sol levante, Robin Hood - Un uomo in calzamaglia e Mia moglie è una pazza assassina?. Al 14º posto nel suo primo weekend, il film incassò la deludente cifra di 3 560 469 dollari al botteghino americano.

### Critica
Tom & Jerry - Il film venne stroncato dalla critica. Rotten Tomatoes ha raccolto 14 recensioni di cui solo due positive, con un voto medio di 3,4. Joseph McBride di Variety scrisse che "Tom and Jerry Talk non passerà alla storia del cinema come uno slogan che rivaleggi con Garbo Talks. Sebbene sia ben animato, questo primo lungometraggio con i personaggi vintage del gatto e del topo è mal concepito dall'inizio alla fine, pieno di sentimentalismo appiccicoso e relega Tom e Jerry a personaggi secondari in una banale trama melodrammatica". Charles Solomon del Los Angeles Times criticò le canzoni e la regia di Roman, facendo inoltre notare molti elementi derivativi del film. Hal Hinson del Washington Post criticò i dialoghi tra il gatto e il topo e affermò che le voci "non si adattano ai personaggi". Hinson si lamentò anche del fatto che i numeri musicali sono "tanto dimenticabili quanto intollerabilmente dinamici e ritmati". Gene Siskel scrisse per il Chicago Tribune: "I disegni di sfondo sono fantastici ma davanti a loro non accade nulla di degno. Questo film è stato senza dubbio la creazione di un addetto al marketing che pensava che Tom e Jerry potessero diventare più commerciabili se i bambini li avessero sentiti parlare e lavorare insieme". Vincent Canby del New York Times fu tra i pochi a recensire il film positivamente, elogiando la colonna sonora di Mancini e i numeri musicali e affermando che "Tom e Jerry hanno fascino".

## Altri media
Un videogioco omonimo (ma senza altri legami con esso) fu pubblicato per Sega Master System il 1º ottobre 1992 e per Game Gear il 14 luglio 1993, seguito da un gioco portatile di Tiger Electronics distribuito lo stesso anno. Un altro videogioco più attinente al film, ma intitolato Tom and Jerry: Frantic Antics!, fu pubblicato per Game Boy il 2 ottobre 1993 e per Sega Genesis il 21 dicembre.